# Tito El Bambino
Tito El Bambino, pseudonimo di Efraín David Finez Nevares (5 maggio 1981), è un cantante portoricano di musica reggaeton.
È salito alla ribalta come Tito nel duo Héctor y Tito.

## Biografia
Tito vuole essere molto meno controverso rispetto a molti altri artisti reggaeton in quanto i testi delle sue canzoni sono meno scioccanti per il contenuto.
Efraín Tito Fines Nevárez sta prendendo parte a una campagna chiamata Il ritmo della giovinezza, che chiede di combattere l'abbandono scolastico, l'uso di droghe e la lotta alla violenza.
Nel 2006, Tito El Bambino abbandonerà la linea romantica con la canzone Esta noche, che farà parte della nuova produzione The Benjamin, di Luny Tunes.
Nel 2007 lascia Siente El Boom (Ft. From the ghetto and Jowell & Randy)
È apparso con Beenie Man in Flow Natural di Top of the line.
Nel 2010, la sua canzone "El Amor", scritta con Joan Ortiz Espada, è stata nominata Latin Song of the Year dall'American Society of Composers, Authors and Publishers (ASCAP). È stato premiato come compositore dell'anno all'Ascap 2011.

## Discografia

### Héctor & Tito
- Violencia Musical (1998)
- Nuevo Milenio (2000)
- Lo De Antes (2001)
- A La Reconquista (2002)
- La Historia Live (2003)
- Season Finale (2005)
- The Ultimate Urban Collection (2007)

### Solista
- 2006: Top of the Line
- 2007: Top of the Line: El Internacional
- 2007: It's My Time
- 2009: El Patrón
- 2010: Invencible
- 2012: Invicto
- 2014: Alta Jerarquía

### Singoli
- No Le Temas a Él (feat. Trebol Clan & Hector "El Father") (2004)
- Déjala Volar (2005)
- Déjala Volar (Remix) (feat. Eddie Dee) (2005)
- Caile (2006)
- Flow Natural (feat. Deevani & Beenie Man) (2006)
- Flow Natural (Remix) (feat. Deevani, Beenie Man, & Don Omar) (2006)
- Esta Noche (Mas Flow: Los Benjamins) (2006)
- Mía (feat. Daddy Yankee) (2007)
- Tu Cintura (feat. Don Omar) (2007)
- Siente El Boom (feat. Randy) (2007)
- Siente El Boom (Remix) (feat. De La Ghetto, Jowell & Randy) (2007)
- Enamorando (2007)
- Bailarlo (2007)
- Sólo Dime Que Sí (2007)
- Sol, Playa y Arena (feat. Jadiel) (2007)
- El Tra (2008)
- En La Disco (2008)
- La Busco (feat. Toby Love) (2008)
- Vamos Pa'l Agua (2008)
- Under' (2008)
- El Amor (2009)
- Se Acabo (wisin y yandel) (2011)
- Me Voy De La Casa (Salsa Version) (Featuring Tito Rojas) (2012)
- Dame La Ola (2012)
- ¿Por Qué Les Mientes? (Featuring Marc Anthony) (2012)
- Tu Olor (2013)
- Tu Olor (Remix) (Featuring Wisin) (2013)
- Carnaval (2013)
- Tu Olor (Salsa version) (Featuring José Alberto, Domingo Quiñones

and Luisito Carrión) (2013)
- Nací Aquí (2013)
- El Gran Perdedor (2014)
- La Calle Lo Pidió (Featuring Cosculluela) (2014)
- Controlando (2014)
- A Que No Te Atreves (Featuring Chencho) (2014)
- Gatilleros (Featuring Cosculluela) (2014)
- Adicto A Tus Redes

(Featuring Nicky Jam) (2014)
- Nena Mala

(Featuring Wisin) (2015)
- Rampapam (Featuring Zion and Pusho) (2015)
- Conmigo No Pueden (2015)
- Me Quedé Con Las Ganas (2015)
- Shalala (2016)
- Ay Mami (Featuring Bryant Myers) (2016)
- No Tengo Amigos Nuevos (2017)
- Me Quede con Las Ganas (2018)
- La Vida Es Una Sola (Featuring Nacho) (2019)
- Pega Pega (2019)
- Solo Tu (Featuring IAmChino) (2019)
- Imagínate (Featuring Pitbull & El Alfa) (2019)
- No Le Bajes (Featuring El Coyote The Show, Farruko) (2020)
- Mueve La Cintura (Featuring Guru Randhawa, Pitbull) (2020)
- 2020 : Sexy Sensual, (Featuring Zion & Lennox, Wisin, Cosculluela).
- La Inocente, (Featuring Brytiago, Alex Rose) (2025)
- Como Si El Mundo Se Fuera A Acabar, (Featuring Yandel) (2025)

### Compilation
- Top of The Line: El Internacional (2007)
- El Patrón: La Victoria (2010)
- Invencible 2012 (2011)